# Cima Mammarosa
La cima Mammarosa (1648 m s.l.m.) è una cima montuosa dell'Appennino abruzzese, appartenente al massiccio della Maiella, posta sul versante settentrionale del massiccio, nel territorio del comune di Pretoro.

## Descrizione
Sul lato nord si affaccia verso la stazione sciistica di Passolanciano, mentre a partire dalla sua sommità si sviluppa la stazione sciistica della Maielletta che sale fino a circa 2000 m s.l.m., poco sopra il rifugio Bruno Pomilio.
È raggiunta da due strade, una che sale da nord da Passolanciano, l'altra che proviene da nord-ovest da Roccamorice e raggiunge la fonte Tettone (1650 m s.l.m.) sita nelle vicinanze dell'omonimo passo: entrambe si ricongiungono presso l'albergo Mammarosa (inaugurato nel 1966, a seguito della nascita degli impianti sciistici avvenuta l'anno precedente, e che ha conferito la denominazione alla cima, in origine senza nome), da cui la strada di Passolanciano prosegue fino a raggiungere il Blockhaus (2143 m s.l.m.).